# GP Miguel Indurain 2023
69. ročník jednodenního cyklistického závodu GP Miguel Indurain se konal 1. dubna 2023 ve španělském městě Estella a okolí. Vítězem se stal Španěl Jon Izagirre z týmu Cofidis. Na druhém a třetím místě se umístili Kolumbijec Sergio Higuita (Bora–Hansgrohe) a Dán Mattias Skjelmose Jensen (Trek–Segafredo). Závod byl součástí UCI ProSeries 2023 na úrovni 1.Pro.

## Týmy
Závodu se zúčastnilo 10 z 18 UCI WorldTeamů, 10 UCI ProTeamů a 1 UCI Continental tým. Každý tým přijel se sedmi závodníky kromě týmů AG2R Citroën Team, Cofidis, Lotto–Dstny a Team Novo Nordisk s šesti jezdci a Team Jayco–AlUla s pěti jezdci, na start se tak postavilo 141 jezdců. Do cíle v Estelle dojelo 104 z nich.
UCI WorldTeamy
- AG2R Citroën Team
- Arkéa–Samsic
- Astana Qazaqstan Team
- Bora–Hansgrohe
- Cofidis
- EF Education–EasyPost
- Movistar Team
- Team Jayco–AlUla
- Trek–Segafredo
- UAE Team Emirates

UCI ProTeamy
- Burgos BH
- Caja Rural–Seguros RGA
- Eolo–Kometa
- Equipo Kern Pharma
- Euskaltel–Euskadi
- Human Powered Health
- Israel–Premier Tech
- Lotto–Dstny
- Team Novo Nordisk
- Team TotalEnergies

UCI Continental týmy
- Electro Hiper Europa

## Výsledky
| Pořadí | Jezdec                         | Tým                   | Čas        |
| ------ | ------------------------------ | --------------------- | ---------- |
| 1      | Jon Izagirre (ESP)             | Cofidis               | 5h 09' 05" |
| 2      | Sergio Higuita (COL)           | Bora–Hansgrohe        | + 2"       |
| 3      | Mattias Skjelmose Jensen (DEN) | Trek–Segafredo        | + 13"      |
| 4      | Andreas Kron (DEN)             | Lotto–Dstny           | + 20"      |
| 5      | Roger Adrià (ESP)              | Equipo Kern Pharma    | + 20"      |
| 6      | Alex Aranburu (ESP)            | Movistar Team         | + 23"      |
| 7      | Corbin Strong (NZL)            | Israel–Premier Tech   | + 25"      |
| 8      | Élie Gesbert (FRA)             | Arkéa–Samsic          | + 25"      |
| 9      | Felix Gall (AUT)               | AG2R Citroën Team     | + 32"      |
| 10     | Christian Scaroni (ITA)        | Astana Qazaqstan Team | + 32"      |